# Église Saint-Jacques-le-Majeur d'Aubure
L'église Saint-Jacques-le-Majeur est un monument historique situé à Aubure, dans le département français du Haut-Rhin.

## Localisation
Ce bâtiment est situé route de Sainte-Marie-aux-Mines à Aubure.

## Historique
L'édifice fait l'objet d'une inscription au titre des monuments historiques depuis 1935.